# Jánoky Károly

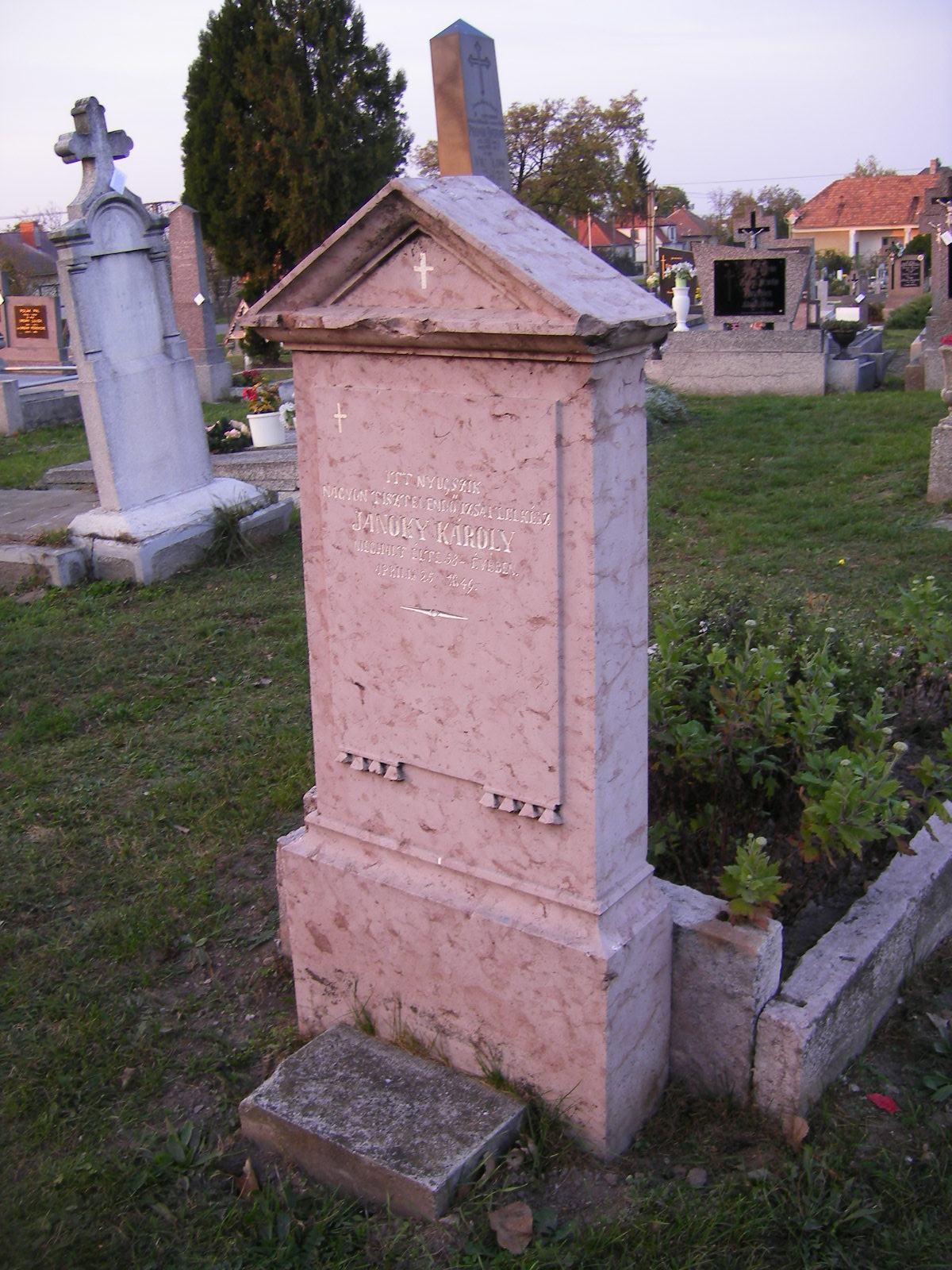
sírja az izsai temetőben

Ráhói Jánoky Károly (Egeri puszta (Nyitra megye), 1791. szeptember 7. – Izsa, 1849. április 25.) római katolikus plébános.

## Élete
A nyitrai egyházmegyéből 1813-ban lépett át az esztergomiba és 1815-től Balassagyarmaton volt segédlelkész, 1816-tól Komáromban, 1819-től várkáplán volt a Ferdinánd Főherceg lovasezredben. 1825. április 8-án lett izsai (Komárom megye) plébános és hivatalát május 2-án foglalta el, s haláláig szolgált itt.

## Munkája
- Halotti beszéd, melyet Tajnay János úr ... temetésén 1833. szept. 5. elmondott. Komárom, (1833)